# Лорд Бернерс
Лорд Бернерс, Дже́ралд Хью Ти́ритт-Уи́лсон (англ. Gerald Hugh Tyrwhitt-Wilson, 14th Baron Berners, известный также как Gerald Tyrwhitt, чаще всего встречающийся под именем Lord Berners; 1883 — 1950) — британский композитор, художник и писатель.

## Биография

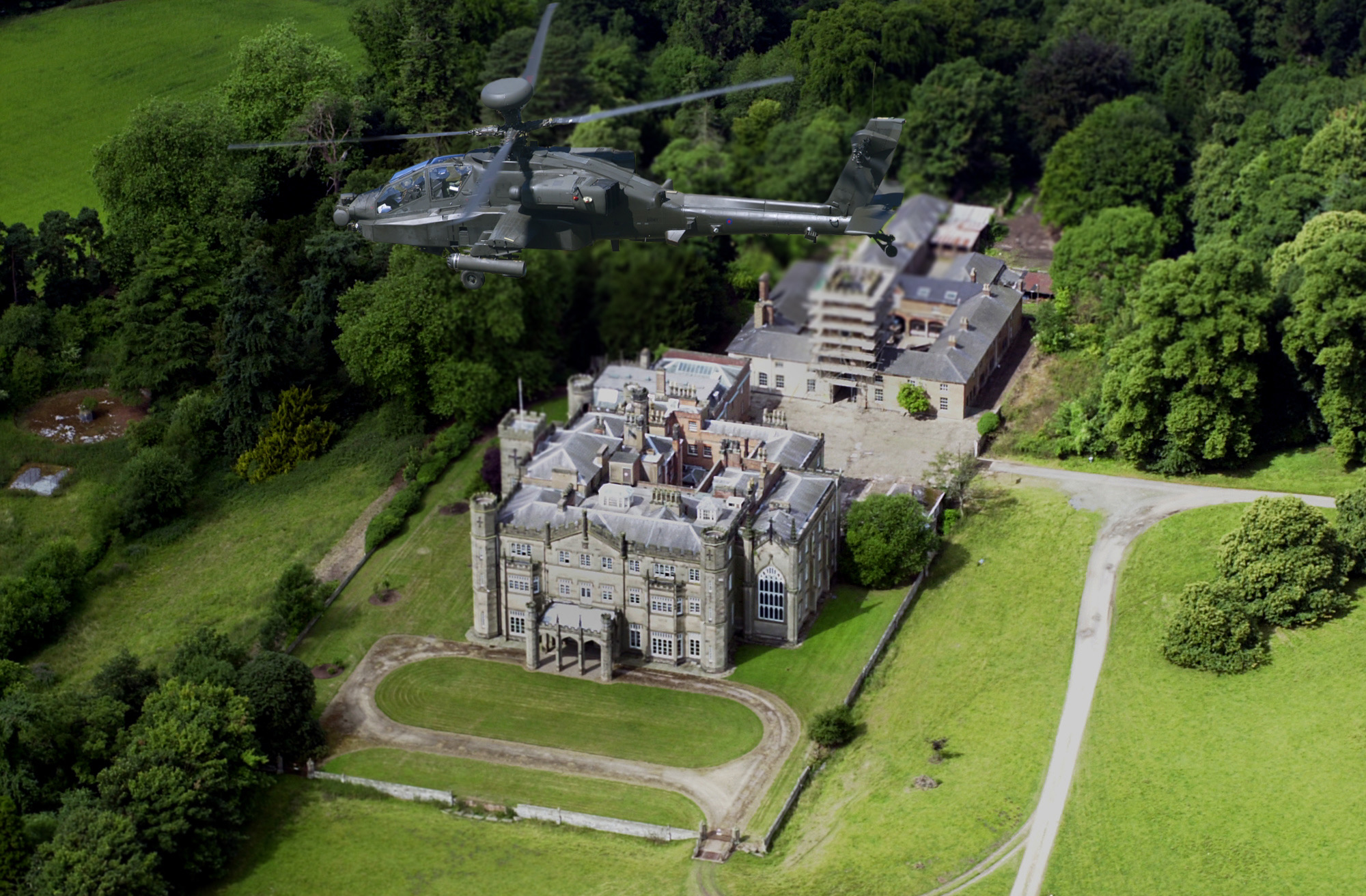
Apley Hall после реставрации в 2001 году

Родился 18 сентября 1883 года в поместье Apley Hall, графство Шропшир, и был сыном почтенного Hugh Tyrwhitt (1856—1907) и его жены Julia (1861—1931), дочери Уильяма Фостера (William Orme Foster, 1856—1907), владельца замка Apley Hall. Его отец, являвшийся офицером Королевского Военно-Морского флота, редко бывал дома, поэтому мальчик воспитывался бабушкой, чрезвычайно религиозной женщиной, и матерью, не обладавшей большим интеллектом и имеющей много предрассудков. 
После некоторых домашних эксцентричных выходок, Бернерс в возрасте девяти лет был отправлен в школу-интернат Cheam School. Здесь впервые он обнаружил в себе гомосексуальность, и в течение короткого времени был романтически связан со старше его по возрасту учеником. Отношения с ним прекратились после того, как Бернерс познакомился с другим мальчиком. После школы Джеральд продолжил свое образование в Итонском колледже. В 1918 году он унаследовал от своего дяди имущество, деньги и титул 14-го барона Бернерс. В числе наследства был Faringdon House в одноимённом местечке местечке, который он сначала отдал матери и её второму мужу, а после их смерти сам переехал в него.

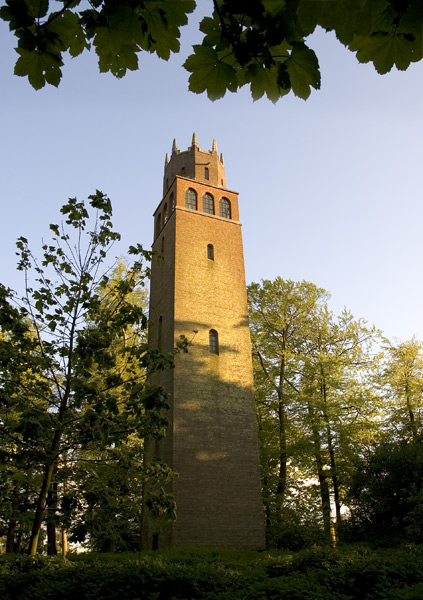
Башня Faringdon Folly, 2005 год

Бернерс сохранил свою юношескую эксцентричность и во взрослом возрасте — выкрашивал голубей в своем доме в разные цвета; развлекался с лошадью по имени Moti Пенелопы Бетчеман (жена писателя Джона Бетчемана), приглашая животное чаю; украшал своих собак ожерельями из жемчуга компании Woolworth. Рядом с домом Бернерса была построена 100-метровая смотровая башня Faringdon Folly, как подарок в 1935 году своему другу Robert («Mad Boy») Heber Percy. Существовавшая табличка на входе в башню гласила «Members of the public committing suicide from this tower do so at their own risk» («Члены общественности, совершающие самоубийство с этой башни, делают это на свой страх и риск»). В числе посетителей Фарингдона были Игорь Стравинский, Сальвадор Дали, Герберт Уэллс и Том Дриберг. 
В течение жизни Бернерс был подвержен периодам депрессии, которые становились более выраженными во время Второй мировой Войны, а после создания своего последнего балета Les Sirenes, он потерял зрение.
Умер 19 апреля 1950 года. Лорд Бернерс никогда не был женат и после его смерти титул барона Бернерс прервался. Своё поместье он завещал Роберту Хиберу Перси, который был на 28 лет младше его и который прожил в Фарингдоне до своей собственной смерти в 1987 году. Прах Бернерса был похоронен на лужайке возле дома.
Став талантливым музыкантом, Бернерс был также искусным художником и писателем. Сам он описывается во многих книгах того периода, в частности изображен как Lord Merlin в книге  The Pursuit of Love писательницы Нэнси Митфорд, с семьёй которой он был дружен. В январе 2016 года актёр Кристофер Гудвин сыграл Лорда Бернеса в 3-м эпизоде драмы What England Owes на радиостанции BBC Radio 4.